# Zbigniew Waydyk
Zbigniew Waydyk (ur. 20 listopada 1924 w Świsłoczy, zm. 21 stycznia 2003) – polski pisarz i poeta.

## Życiorys
Autor wielu fraszek, aforyzmów, wierszy i opowiadań, które publikował w prasie regionalnej i krajowej oraz antologiach, m.in. „Kuszenie na Karuzelę”, „Antologia Współczesnej Aforystyki Polskiej”, „Aforystykon – podręczna Encyklopedia Myśli i Aforyzmów” i innych.
Opublikował książki: Myśli niesforne, Myśli przekorne, Pieśni zielonej katorgi, Virtus Erotica, Eros Sarmaticus.
Urodził się w 1924 roku w Świsłoczy. Szkołę średnią skończył we Lwowie, gdzie nauki pobierał razem z reżyserem Adamem Hanuszkiewiczem. Podczas okupacji był żołnierzem V Dywizji Armii Krajowej, walczącej na terenie Małopolski Wschodniej i Wołynia. Aresztowany przez NKWD w roku 1945, powrócił do Polski po dziesięciu latach przebywania w gułagu.
Mieszkał w Białymstoku od 1973 roku. Wydał kilka tomików, jego utwory zamieszczono też w Antologii aforyzmu polskiego. W lokalnych gazetach publikował swe utwory w stałych rubrykach, m.in. Wajdykamenty lub „Polityka” Zbigniewa Waydyka. Współpracował z Wojewódzkim Ośrodkiem Animacji Kultury, należał do Klubu Poetów Ludowych.
Narrator w filmie dokumentalnym „Zbrodnia na Kołymie. Gorączka uranu”.
Miał żonę Helenę i czworo dzieci.